# Healaugh (Selby)
Healaugh is een civil parish in het bestuurlijke gebied Selby, in het Engelse graafschap North Yorkshire. In 2001 telde het dorp 161 inwoners.